# Liste des territoires gouvernés par les Nations unies
Ne doit pas être confondu avec Territoires sous tutelle des Nations unies.

Le drapeau de l'ONU, utilisé par toutes ses administrations (à l'exception de l'APRONUC)

Drapeau utilisé par l'UNTAC au Cambodge

Il s'agit d'une liste de territoires qui sont directement administrés, ou qui l'ont été par le passé, par les Nations unies (ONU). Il ne faut pas les confondre avec les territoires sous tutelle de l'ONU, qui étaient gérés par un seul pays sous mandat de l'ONU.

## Liste

### Actuel[Quand?]
| Nom                                                                       | Emplacement                                  | Années                                                    | Aujourd'hui partie de             |
| ------------------------------------------------------------------------- | -------------------------------------------- | --------------------------------------------------------- | --------------------------------- |
| Force des Nations unies chargée du maintien de la paix à Chypre (UNFICYP) | Ligne verte (UNBZC)                          | 1964–aujourd'hui[Quand ?]                                 | Chypre                            |
| Force des Nations unies chargée d'observer le désengagement (FNUOD)       | Zone de la FNUOD sur le Plateau du Golan     | 1974–2011 de facto                                        | Syrie                             |
| Mission d'administration intérimaire des Nations unies au Kosovo (MINUK)  | Kosovo administré par les Nations unies (en) | 1999–aujourd'hui[Quand ?] (de jure seulement depuis 2008) | Kosovo (revendiqué par la Serbie) |

### Ancien
| Nom | Emplacement                                               | Années    | Aujourd'hui partie de                                             |
| --- | --------------------------------------------------------- | --------- | ----------------------------------------------------------------- |
| Autorité exécutive temporaire des Nations unies (UNTEA)                                                            | Nouvelle-Guinée occidentale                               | 1962–1963 | Indonésie (revendiqué par la République de Papouasie occidentale) |
| Autorité provisoire des Nations unies au Cambodge (APRONUC)                                                        | Cambodge                                                  | 1992–1993 | Cambodge                                                          |
| Administration transitoire des Nations unies pour la Slavonie orientale, la Baranja et le Srem occidental (ATNUSO) | Slavonie orientale, Baranya et Syrmie occidentale         | 1996–1998 | Croatie                                                           |
| Administration transitoire des Nations unies au Timor oriental (ATNUTO )                                           | Timor oriental sous administration des Nations unies (en) | 1999–2002 | Timor oriental                                                    |